# Bythocypris
De Bythocypris vormen een geslacht binnen de familie Bythocyprididae, een van de groepen Ostracoda of Mosselkreeftjes.

## Soorten
| - B. abyssicola - B. actites - B. affinis - B. bosquetiana - B. complanata - B. elongata - B. eltanina - B. folini - B. kyamos - B. laeva - B. laganella - B. lianchuanghui - B. lucida - B. malyutinae | - B. mozambiquensis - B. obtusata - B. polarsterni - B. praerenis - B. producta - B. prolata - B. promoza - B. reflexa - B. reniformis - B. richarddinglei - B. sollasi - B. spiriscutica - B. tenera - B. weddellensis |